# Groenig dwergvliesje
Het groenig dwergvliesje (Leptosporomyces galzinii) is een schimmel behorend tot de familie Atheliaceae. Het leeft saprotroof op takken en twijgjes van naaldbomen in droge, voedselarme bossen. Ook op heidetakjes, dood varenblad, bosstrooisel en een oude Thelephora.

## Verspreiding
In Nederland komt het groenig dwergvliesje vrij zeldzaam voor.